# IMV
IMV (Industrija motornih vozil) – dawne jugosłowiańskie, a później słoweńskie przedsiębiorstwo motoryzacyjne, które produkowało samochody dostawcze w latach 1958–1992. Od 1992 roku fabryka należy do koncernu Renault i nazywa się Revoz, produkując modele Renault.

## Historia

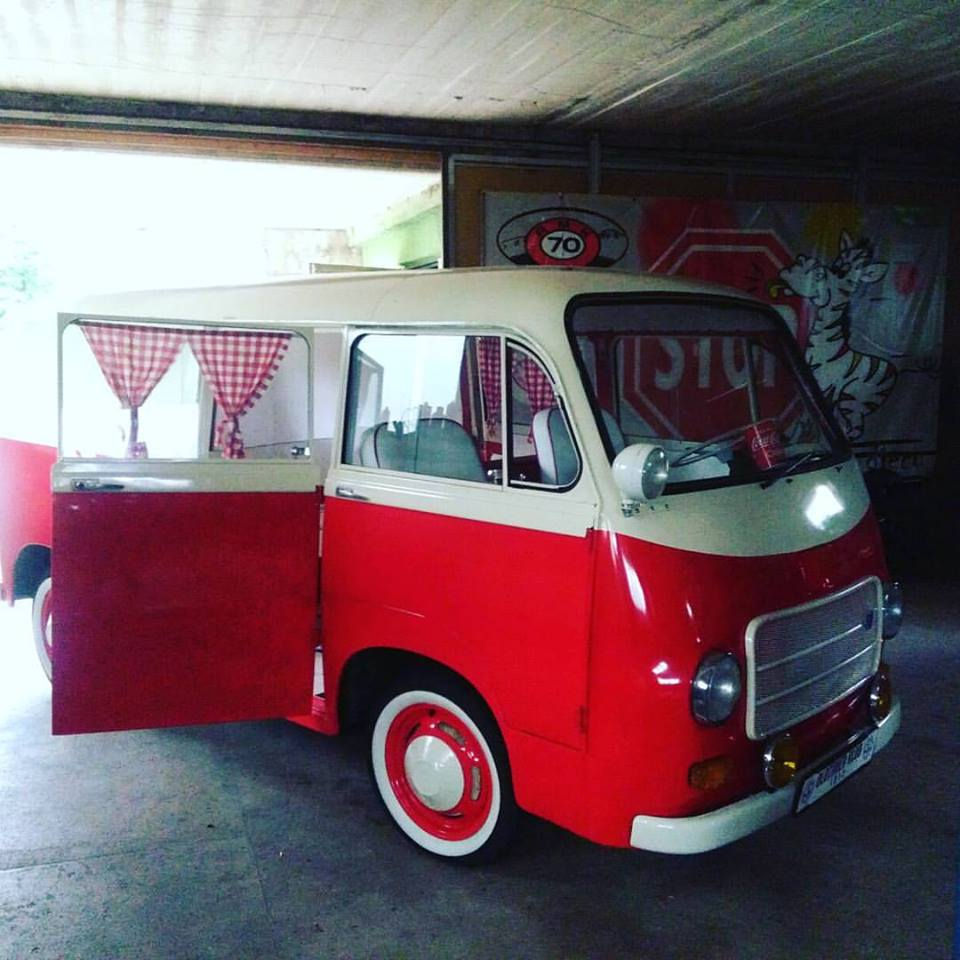
IMV 1600R

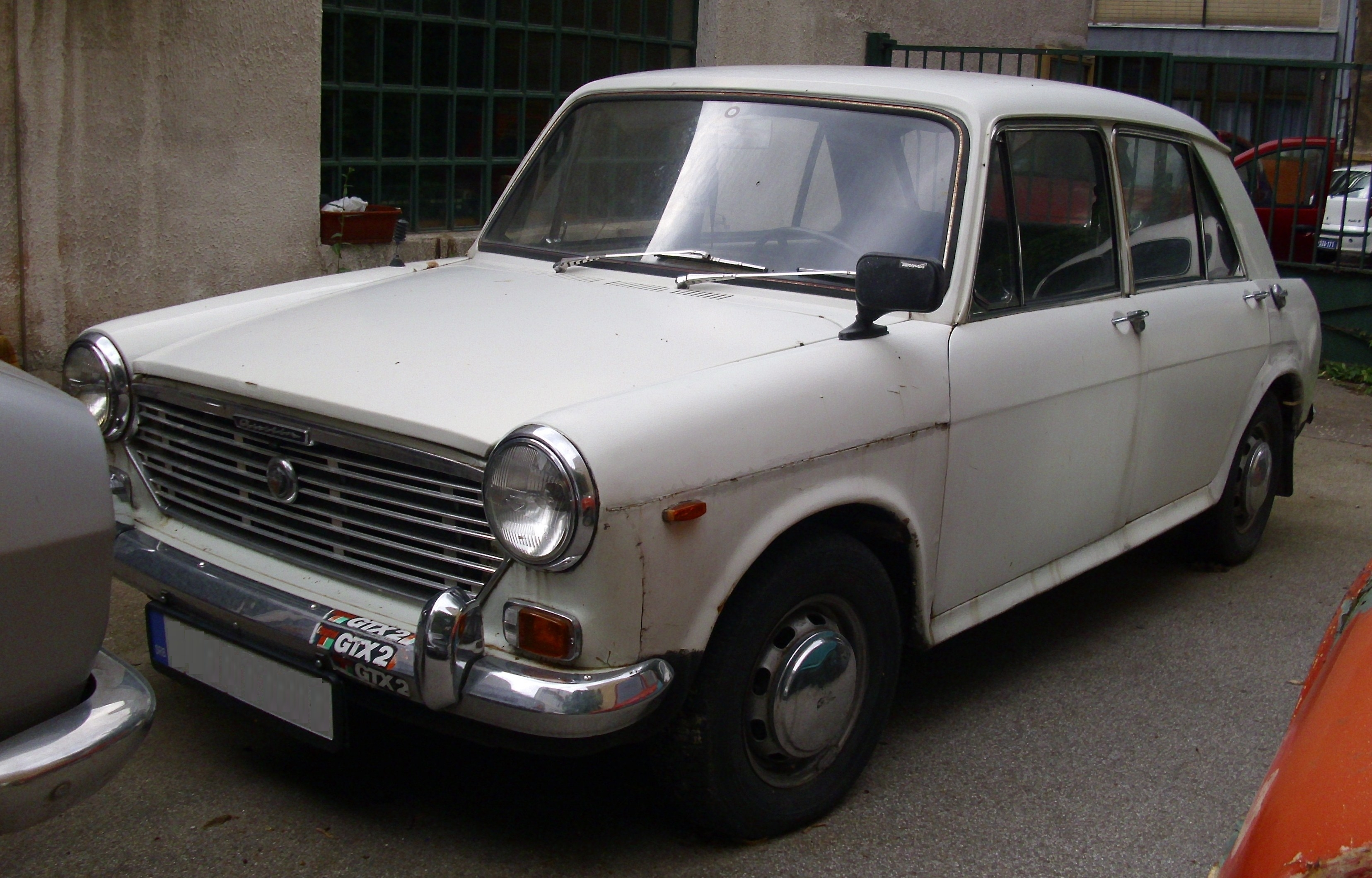
Austin 1300 wyprodukowany przez IMV

Fabryka została założona w 1954 roku pod nazwą „Moto montaža” i montowała samochody na licencji niemieckiej DKW. Od 1958 roku przedsiębiorstwo rozpoczęło produkcję furgonetek pod nazwą IMV. Między 1967 a 1972 r., IMV we współpracy z British Leyland Motor Company produkowało samochody Austin. W 1973 roku fabryka podjęła współpracę z Renault i rozpoczęła produkcję m.in. Renault 4. W 1989 roku fabryka w całości stała się własnością koncernu Renault, natomiast w 1992 r. zaprzestano produkcji samochodów IMV i zmieniono nazwę fabryki na Revoz (REnault VOZila) gdzie od tej pory produkowane są tylko modele Renault. Oddział produkcji przyczep i samochodów kempingowych działających przy IMV w 1995 roku stał się niezależną spółką i przyjął nazwę Adria Mobil.

## Modele IMV
- IMV 1000 – wersja wyposażona w silnik firmy DKW o pojemności 981 cm³
- IMV 1600R – wersja wyposażona w silnik koncernu Renault o pojemności 1647 cm³
- IMV 2200D – wersja wyposażona w silnik firmy Mercedes-Benz o pojemności 2197 cm³[1]